# Surplus: Terrorized into Being Consumers
(Adbusters Magazine)
Surplus: Terrorized into Being Consumers è un documentario svedese pubblicato nel 2003 da Erik Gandini e Johan Söderberg.
Attraverso discorsi di personaggi illustri di governi e multinazionali, nonché interviste a persone rappresentanti realtà profondamente differenti, Gandini muove una serie di critiche alla concezione attuale di globalizzazione e di capitalismo.

## Trama
Il documentario, prodotto ponendo in serie interventi ed immagini-concetto, mette in risalto i lati più scomodi della civiltà occidentale e non, dando voce a vari sostenitori di schemi sociali "alternativi" e mettendo in risalto pro e contro dei vari stili di vita descritti.

### Elenco delle scene
Apertura
- Immagini della manifestazione di protesta organizzata a Genova nel 2001 in occasione del 27° G8.

- Discorso alla folla di Fidel Castro.

John Zerzan
- Intervista a John Zerzan sul property damage/destruction e sui sistemi economici.

RealDoll
- Un operaio della RealDoll, una ditta californiana che costruisce bambole gonfiabili hi-tech, espone varietà e prezzi dei prodotti della sua azienda, ponendo l'accento sulla commercializzazione del corpo.

Cuba
- Mirta Muñes, una anziana donna cubana, mostra la realtà delle razioni statali, spiegando ed esprimendo giudizi positivi sul sistema egualitario del razionamento delle risorse.
- Preparativi e parata prima di un discorso di Fidel Castro.
- Tania, una ragazza di l'Avana, parla del suo viaggio in Inghilterra e di come è rimasta impressionata dalla realtà dell'abbondanza e dei fast food inglesi.

Internet
- Svante, un ragazzo svedese arricchitosi con Internet, esprime il suo ripudio per il denaro e di come esso faccia sentire vuoti.
- John Zerzan interviene sulla società dei consumi.
- Viene riprodotto il celebre filmato dove Steve Ballmer, CEO Microsoft, incita la folla con un discorso urlato a base di slogan aziendali.
- Viene mixata la frase del CEO Microsoft "I love this company" con delle immagini di stretching sul lavoro; questa frase viene fatta dire, attraverso un montaggio e sincronizzando labbra e audio, anche a Fidel Castro.
- Immagini di Alang, India, dove 40,000 lavoratori smontano vecchie navi per riciclarne il metallo.
- John Zerzan interviene argomentando come il danneggiamento di proprietà atto a manifestare il dissenso in materia economico-politica sia più efficace della protesta pacifica.

Nuova Etica
- John Zerzan sostiene la sua avversione verso multinazionali (citando Starbucks), le quali, attraverso il loro operato, annullano le libertà e le diversità.
- Immagini di sfondo di uomini primitivi che sottolineano la posizione, tendente al primitivismo, di Zerzan.
- Paesaggi e conclusione: qui il paradigma dell'occidente viene messo in discussione, attraverso un montaggio, da George W. Bush (in verità la voce appartiene a Kalle Lasn, Adbusters), sostenendo come la concezione di vita consumistica può essere sostituita da una vita "semplice e soddisfacente" ("..a simple fullfilling life").

## Punti di vista
Nel documentario prevale principalmente, in termini di spazio dedicato, il punto di vista anarco-primitivista di John Zerzan.

### Sostenitori
- John Zerzan, scrittore, autore di Contro la Civiltà (1998)
- Fidel Castro, ex-leader maximo di Cuba
- Kalle Lasn, del gruppo Adbusters
- Svante Tidholm, un web designer di Stoccolma, autore del libro autobiografico "Loser" (Wahlström & Widstrand, 1998)
- Carlo Giuliani, attivista ucciso durante le manifestazione anti-globalizzazione di Genova, 2001

### Critici
- George W. Bush, Ex-Presidente degli Stati Uniti d'America
- Steve Ballmer, CEO Microsoft.
- Bill Gates, Fondatore della Microsoft

## Colonna sonora
- Gotan Project - Triptico
- Tosca - Orozco
- Aphrodelics - Aphrodelics – Rollin' on Chrome (Wild Motherfucker dub)
- Marc O´Sullivan (The Mighty Quark) - Smokescreen
- Marc O´Sullivan (The Mighty Quark) - Theme from Good People
- Johan Söderberg and David Österberg - No-tech-no
- Johan Söderberg and David Österberg - Rice&Beans
- Johan Söderberg and David Österberg - 18 Miljener

## Location
- Genova,  Italia (fatti del 2001)
- Shanghai,  Cina
- Alang,  India
- Budapest,  Ungheria
- Stoccolma,  Svezia
- Stati Uniti
- Cuba
- Canada

## Riconoscimenti
- 2003 Amsterdam International Documentary Film Festival
  - Lupo d'Argento come Miglior documentario
- 2004 Prague One World Film Festival
  - Czech Radio Award - Premio per la migliore colonna sonora
- 2004 International Festival of Environmental Films Goiás, Brasile
  - Primo premio
- 2004 Vila do Conte International Short Film Festival
  - Audience Award
- 2003 Guldbagge
  - Candidatura a miglior documentario